# Alexandrowka

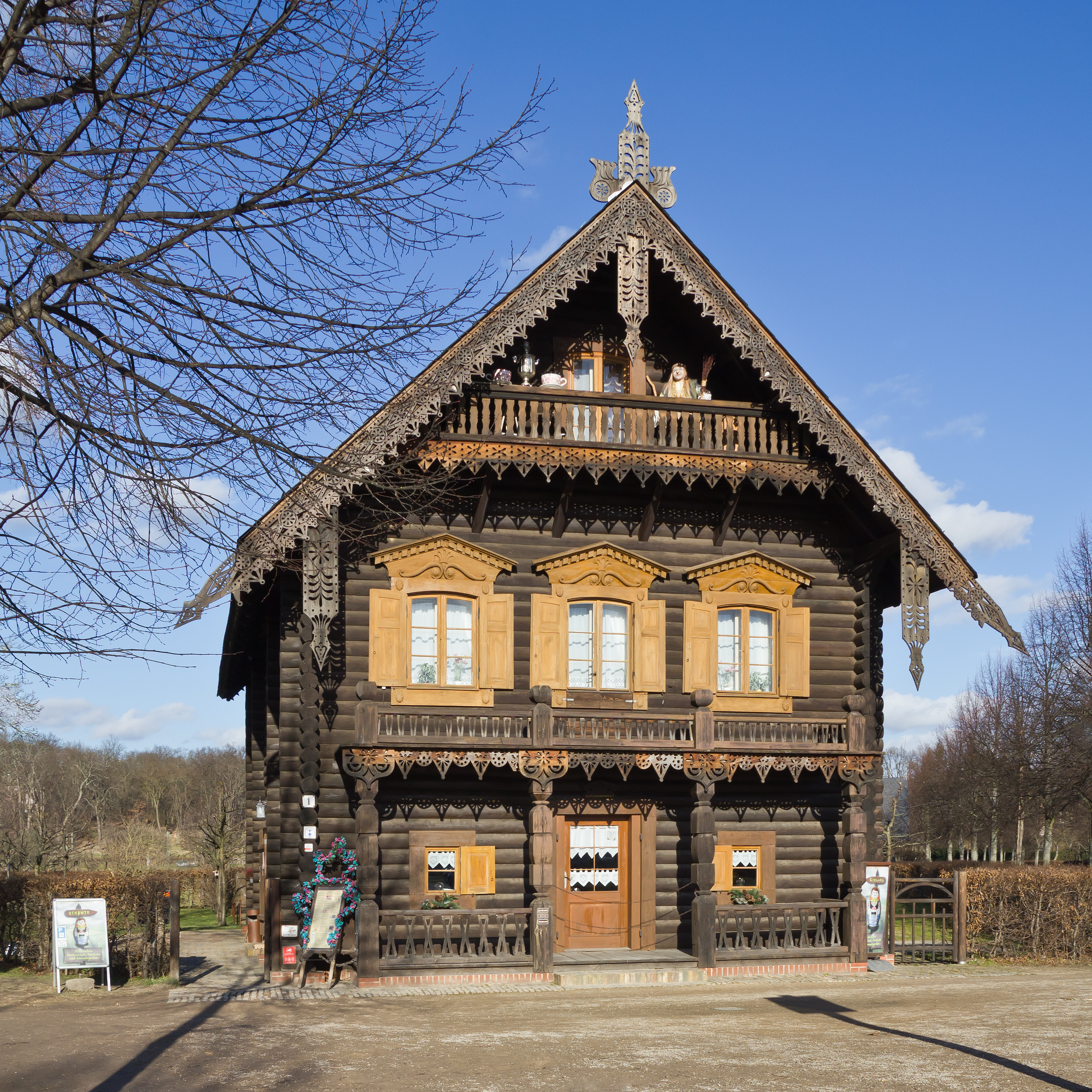
Alexandrowka

Alexandrowka är ett område bestående av hus i rysk stil i norra Potsdam i östra Tyskland. Alexandrowka anlades av Fredrik Vilhelm III av Preussen 1826-1827 som hem för ryska soldater och musiker. Området skapades genom huset Hohenzollerns vänskap och släktskap med huset Romanov och fick sitt namn till minne av tsar Alexander I av Ryssland. Trädgården kring byggnaderna skapades efter ritningar av Peter Joseph Lenné.
Ingår i Potsdams kulturlandskap med sina palats och parker som upptogs på Unescos världsarvslista 1990.
I närheten på en kulle uppfördes en kyrka i rysk stil som är uppkallad efter Alexander Nevskij.